# Ус, Александр
Алекса́ндр Ус (норв. Alexander Os; 21 января 1980, Фёуске) — норвежский биатлонист, чемпион мира 2011 года в эстафете. Стрелял левой рукой. Завершил карьеру после сезона 2015/16.

## Спортивная карьера
Дебютировал в составе сборной Норвегии в 2000 году на юниорском чемпионате мира в австрийском Хохфильцене.
В 2002 году появился на кубке Европы, где бегал два сезона. С конца сезона 2003/04 участвует в соревнованиях мирового кубка, и уже в начале сезона 2004/05 попадает в 10-ку лучших, заняв 9-е место в гонке преследования. В сезоне 2006/07 впервые занял место на призовом подиуме, став вторым в спринте. В 2008/09 он дважды повторил свой успех, взяв «серебро» в спринте и индивидуальной гонке. 

## Кубки мира
- 2011/12 - 89-е место (14 очков)
- 2010/11 — 28-е место (334 очков)
- 2009/10 — 19-е место (414 очков)
- 2008/09 — 13-е место (580 очков)
- 2007/08 — 24-е место (259 очков)
- 2006/07 — 34-е место (144 очка)
- 2005/06 — 40-е место (92 очка)
- 2004/05 — 34-е место (148 очков)